# Xalet del Clot del Moro
El Xalet del Clot del Moro és una obra del municipi de Castellar de n'Hug (Berguedà), a la zona del Clot del Moro, inclosa en l'Inventari del Patrimoni Arquitectònic de Catalunya.

## Descripció
Es tracta d'un edifici aïllat destinat a habitatge temporal dels successius directors de la fàbrica de ciment Asland del Clot del Moro. És d'estil modernista d'arrel gaudiniana, sobretot visible en el tractament de la pedra, elements decoratius i disseny constructiu. La modulació de l'edifici és a partir d'un mòdul central rematat per uns elements decoratius a manera de merlets que sobresurten en tres cossos perpendiculars. A llevant, l'entrada del xalet es fa a través de tres arcs parabòlics. El parament és de carreus de pedra combinant els colors blanc i verd de la ceràmica i la rajola de les teulades i també la fusta en alguns elements.

## Història
La construcció del 1905 va ser feta un cop acabada la fàbrica de ciment del Clot del moro, en aquell moment, la primera d'Espanya dedicada a l'obtenció de ciment portlans. El Clot del Moro fou iniciativa d'Eusebi Güell, primer comte de Güell, exponent clar de la iniciativa industrial de finals del s. XIX i principis del s. XX. El conjunt de la fàbrica és obra de l'arquitecte valencià Rafael Guastavino i Moreno i el xalet, de l'arquitecte Eduard Ferrés i Puig, sota la iniciativa d'E. Güell. La fàbrica fou tancada a mitjans dels setanta del s. XX. A finals de la mateixa dècada el xalet patí un incendi força debastador.